# 'Abd al-'Aziz bin Mohyi el-Din Khoja
ʿAbd al-ʿAzīz bin Moḥyī el-Dīn Khōjā (in arabo ﻋﺒﺪ ﺍﻟﻌﺰﻳﺰ ﺑﻦ ﻣﺤﻲ ﺍﻟﺪﻴﻦ ﺧﻮﺟﺎ‎?; Mecca, 1940) è un politico e diplomatico saudita, ministro della Cultura e dell'Informazione dal 2009 al 2014.

## Biografia
Nativo della Mecca., dopo aver onseguito il Bachelor of Science all'Università Re Sa'ud, nel 1967 ottenne il Master of Science all'Università di Birmingham e, due anni più tardi, il PhD in chimica organica.
Dal 1979 al 1984 fu il decano della Facoltà d'Educazione (tarbiya) alla Mecca, venendo promosso Sottosegretario al Ministero dell'Informazione. Nel '91 divenne ambasciatore dell'Arabia Saudita in Turchia, poi in vari Paesi tra i quali Russia, Marocco e, dal 2004 al 2009, il Libano, periodo durante il quale la politica estera del re saudita verso il "Paese dei cedri" era particolarmente attiva e interventista. Il 14 febbraio 2009 succedette a Iyad bin Amin Madani come di ministro dell'Informazione. Khoja's appointment was regarded as part of King Abdullah's reform initiatives.
La sua nomina fu vista come parte del programma di riforme avviato dal re, pur essendo in continuità con il precedente mandato di Sottosegretario allo stesso Ministero.

A novembre del 2014 fu allontanato dalle sue funzioni e sostituito da ʿAbd al-ʿAzīz bin ʿAbd Allāh al-Khudayrī, l'8 dicembre.
Poeta molto vicino alle posizioni "liberali" di re ʿAbd Allāh, molte delle sue opere furono censurate in Arabia Saudita, sebbene egli fosse stato ministro della Cultura e dell'Informazione. ʿAbd al-ʿAzīz b. Moḥyī el-Dīn Khōjā è direttore dello stabilimento di pubblicazione e stampa della Mecca, dove viene edita la rivista araba al-Nadwa, oltre ad essere membro del Consiglio Esecutivo dell'International Islamic News Agency (IINA).